# La Plaine-des-Palmistes
La Plaine-des-Palmistes is een gemeente in Réunion en telt 3433 inwoners (2005). De oppervlakte bedraagt 83,19 km², de bevolkingsdichtheid is 41 inwoners per km².

## Galerij

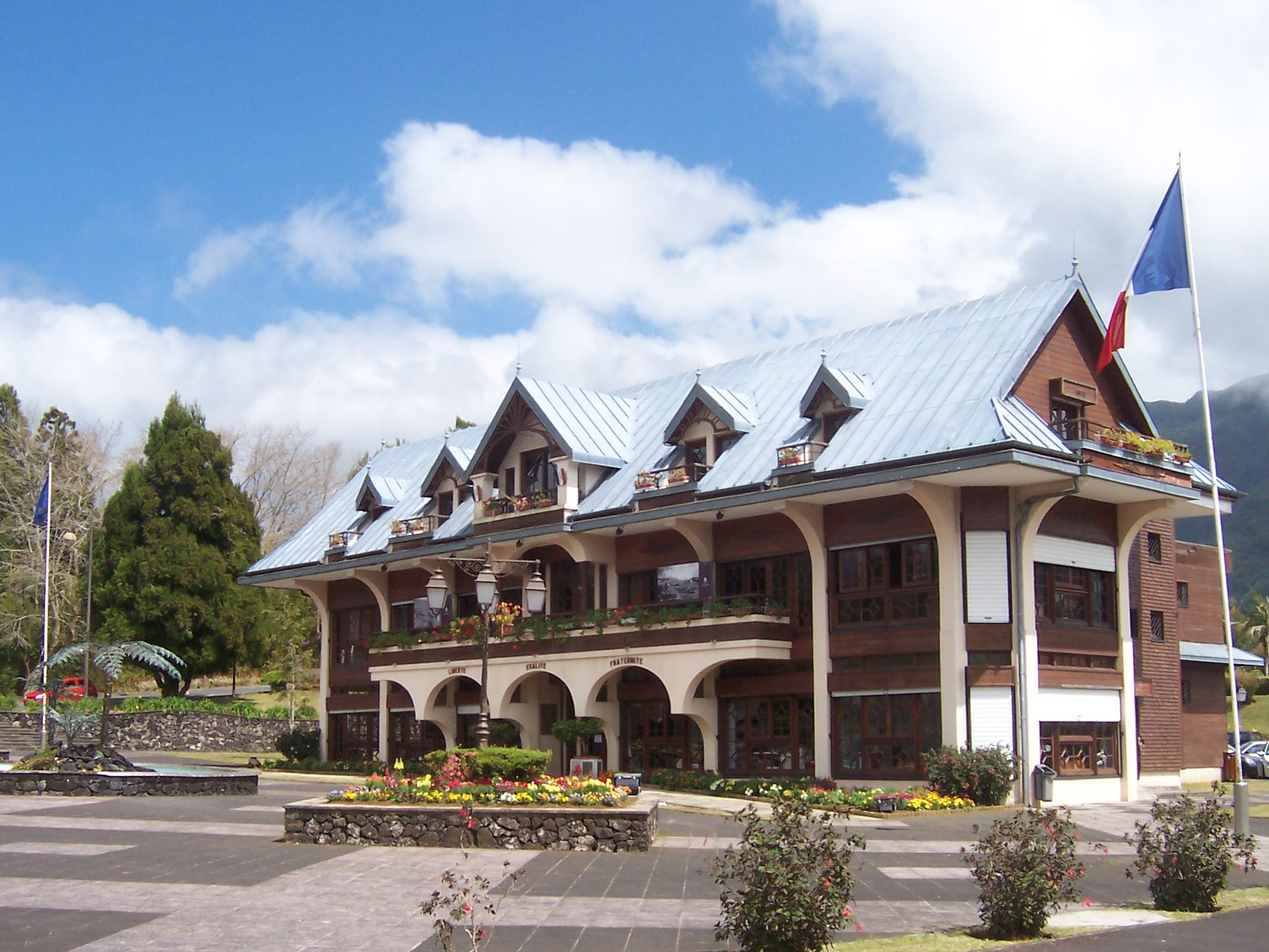
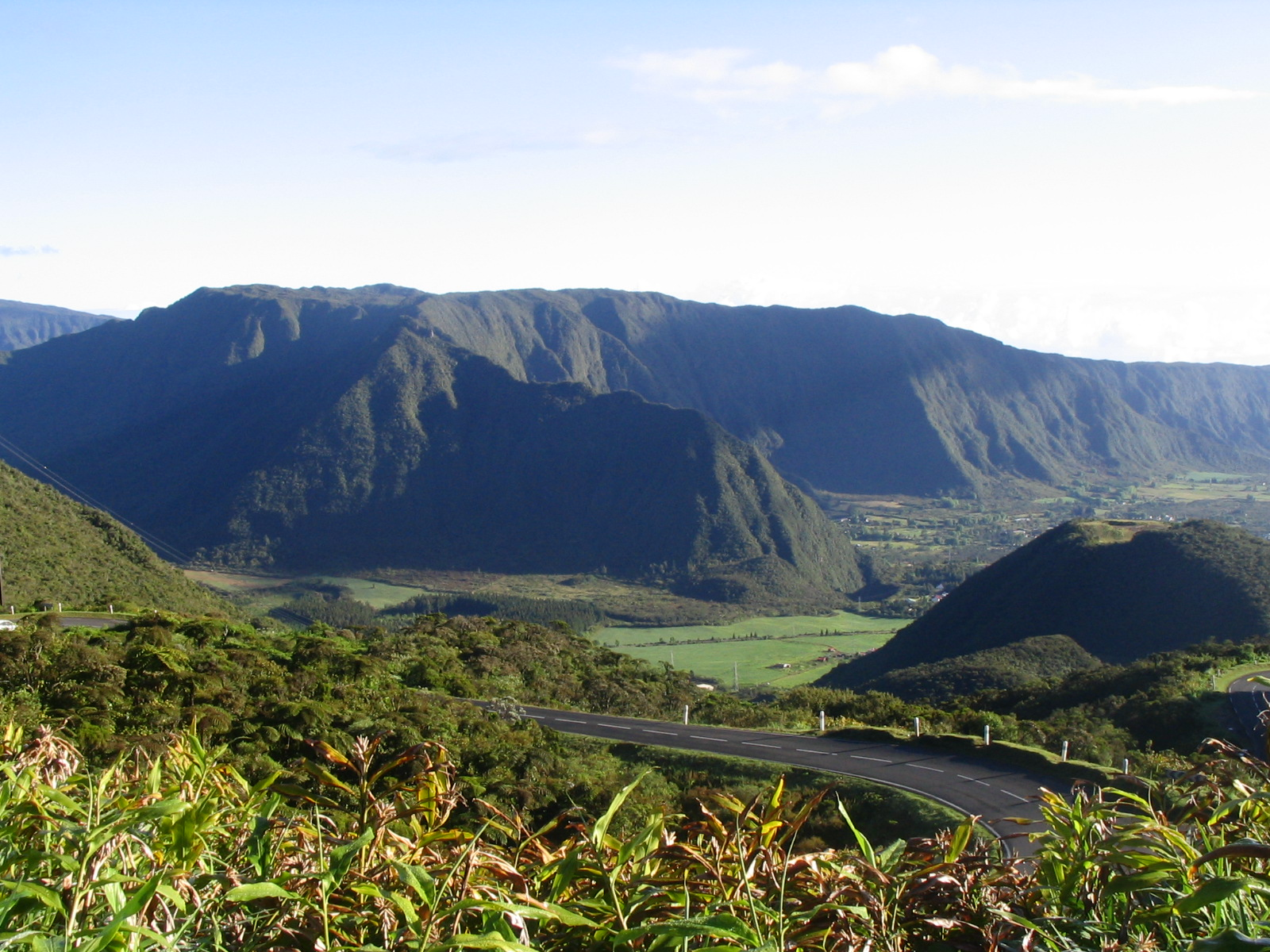
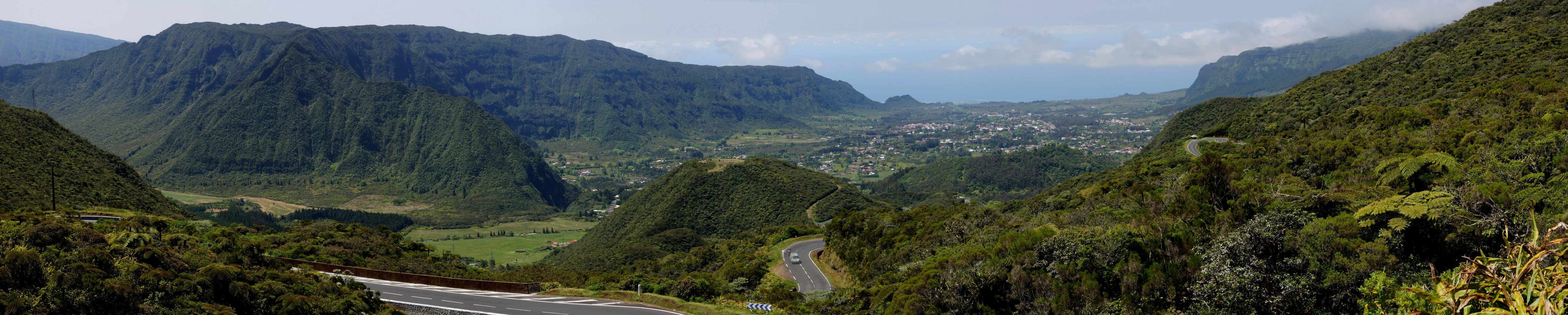
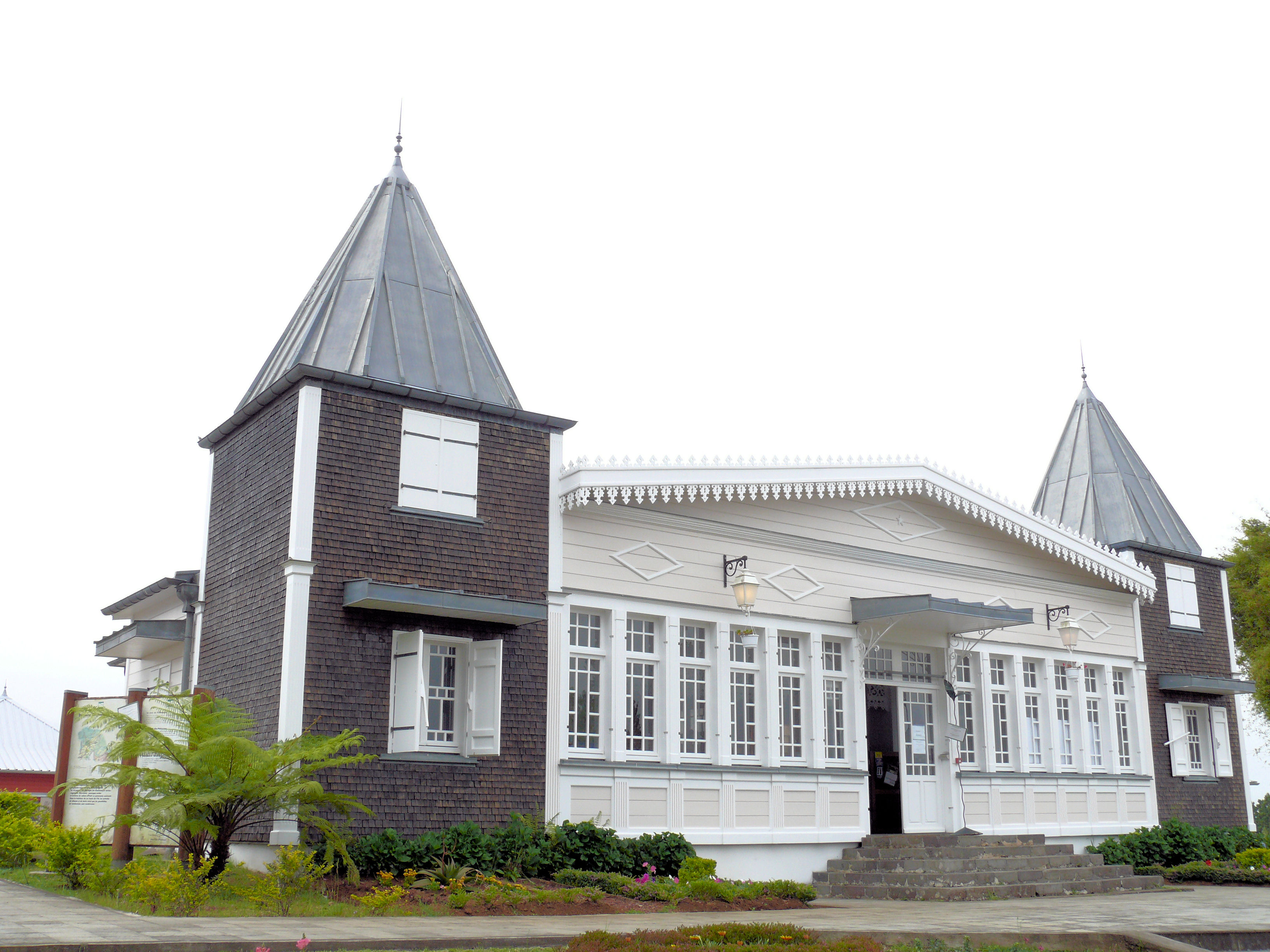